# Klubi Sportiv Dinamo Tiranë 2012-2013

## Rosa
| N. |                    | Ruolo | Calciatore      |
| -- | ------------------ | ----- | --------------- |
|    | Albania (bandiera) | P     | Ted Laço        |
|    | Albania (bandiera) | P     | Bledar Malaj    |
| 6  | Albania (bandiera) | D     | Klaudio Rexhepi |
| 19 | Albania (bandiera) | D     | Bazjon Tragaj   |
|    | Albania (bandiera) | D     | Ardi Sekseni    |
|    | Albania (bandiera) | D     | Marvi Turtulli  |
|    | Albania (bandiera) | D     | Rexhino Luzhi   |
|    | Albania (bandiera) | D     | Arbën Likmeta   |
|    | Croazia (bandiera) | D     | Matko Djarmati  |
|    | Albania (bandiera) | C     | Ardian Beqiri   |
|    | Albania (bandiera) | C     | Andrea Kule     |

| N. |                    | Ruolo | Calciatore       |
| -- | ------------------ | ----- | ---------------- |
|    | Albania (bandiera) | C     | Andi Hasa        |
|    | Albania (bandiera) | C     | Eni Imami        |
|    | Albania (bandiera) | C     | Erxhan Muça      |
|    | Albania (bandiera) | C     | Dejan Dosti      |
|    | Albania (bandiera) | C     | Arbër Çapa       |
|    | Albania (bandiera) | C     | Erald Deliallisi |
|    | Albania (bandiera) | A     | Ermal Kenga      |
|    | Albania (bandiera) | A     | Orgest Serjani   |
|    | Albania (bandiera) | A     | Alban Mullaj     |
|    | Albania (bandiera) | A     | Ergys Rakipi     |
|    | Albania (bandiera) | A     | Endrit Ferra     |
|    | Albania (bandiera) | A     | Ergys Sorra      |